# Nala (Południowa Afryka)
Nala – gmina w Republice Południowej Afryki, w prowincji Wolne Państwo, w dystrykcie Lejweleputswa. Siedzibą administracyjną gminy jest Bothaville.